# Numazu
Numazu (jap. 沼津市, -shi) ist eine Hafenstadt in der Präfektur Shizuoka auf Honshū.

## Geografie
Numazu liegt 130 km westlich von Tokio, an der Mündung des Flusses Kano in die Suruga-Bucht. Die Nordgrenze bildet der Berg Ashitaka. Die Stadt befindet sich am Ursprung der Izu-Halbinsel, ein für heiße Thermalquellen (Onsen) bekanntes Erholungsgebiet.

## Geschichte
Hara – 1968 eingemeindet – war eine Poststation (宿場町 Shukuba-machi) der Tōkaidō während der Edo-Zeit.
Die Stadt wurde am 1. Juli 1923 gegründet.
Im Rahmen des Zweiten Weltkriegs wurde die Stadt zwischen November 1944 und Juli 1945 mehrfach durch die United States Army Air Forces (USAAF) mit bombardiert. Der folgenschwerste Angriff war ein Flächenbombardement mit Napalmbomben am 17. Juli 1945. Die Angriffe zerstörten rund 42 % des Stadtgebietes und forderten 322 Tote. Durch die Brandbomben wurden 11.883 Gebäude der Stadt niedergebrannt (siehe Luftangriffe auf Japan).
Von der Meiji-Zeit bis 1969 hatte der japanische Kaiserhof hier eine Villa.

## Verkehr
- Straße
  - Tōmei-Autobahn
  - Nationalstraße 1, nach Tōkyō oder Kyōto
  - Nationalstraße 246,414
- Zug (Bahnhof Numazu)
  - JR Gotemba-Linie nach Kōzu
  - JR Tōkaidō-Hauptlinie nach Tokio, Nagoya, Kyōto und Osaka.

Von 1906 bis 1963 verkehrte die Straßenbahn Numazu.

## Wichtige Personen
- Yamada Nagamasa (1590–1630), Abenteurer und Herrscher einer Provinz in Siam
- Serizawa Kōjirō (1896–1993), Schriftsteller
- Yasushi Inoue (1907–1991), Erzähler
- Reizō Koike (1915–1998), Schwimmer
- Nagakura Saburō (1920–2020), Physikochemiker
- Norio Ōga (1930–2011), Geschäftsmann
- Fujiya Matsumoto (1932–2022), Regattasegler
- Nobutaka Machimura (1944–2015), Politiker
- Kōji Murofushi (* 1974), Leichtathlet
- Masahiro Fukasawa (* 1977), Fußballspieler
- Kyōko Iwasaki (* 1978), Schwimmerin
- Shinji Ono (* 1979), Fußballspieler
- Yoshihiro Shōji (* 1989), Fußballspieler
- Tatsuya Hasegawa (* 1994), Fußballspieler
- Jun’ya Suzuki (* 1996), Fußballspieler
- Miu Hirano (* 2000), Tischtennisspielerin

## Weblinks

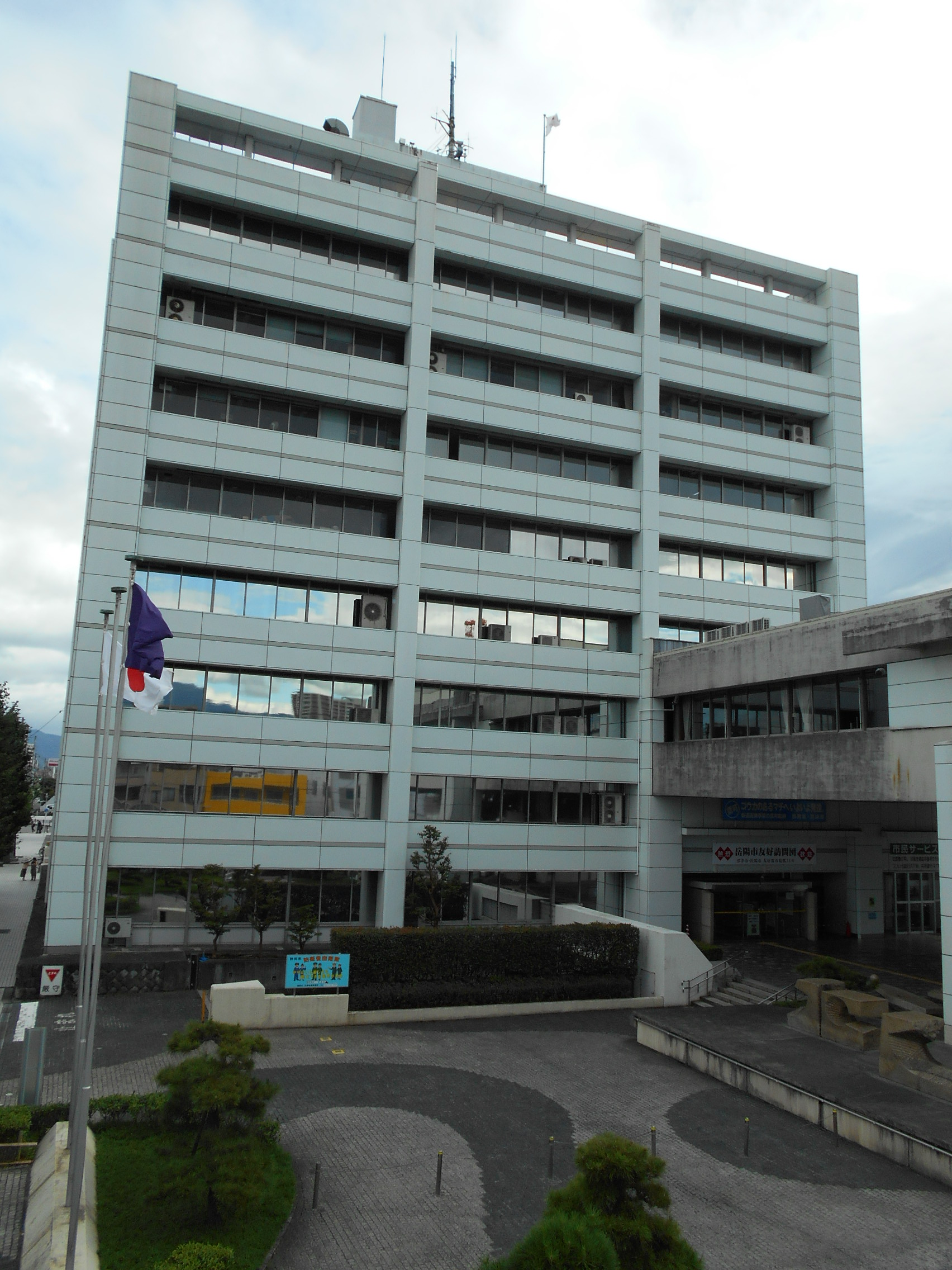
Rathaus

## Angrenzende Städte und Gemeinden
- Mishima
- Fuji
- Izu
- Izunokuni